# S23 Wiki
s23-Wiki es un wiki que está basado en MediaWiki y estaba creado de la cábala de Seti23. Es descrito como un «non-hierarchical geek contents dis-organization by uncensored, decentralized, transglobal multi-user hypertext editing without restrictions» (aproximadamente traducido a «des-organización de contenidos raros no jerárquicos por la edición de hipertexto multiusuario mundial, descentralizado, sin censura y sin restricciones»). Es un wiki inglés y alemán.
El Seti23 es un equipo dedicado a Karl Koch y está participando en un proyecto conocido como SETI@home. SETI@home es un experimento científico que usa computadoras conectadas por el Internet en el Search for Extraterrestrial Intelligence (SETI, «Busca de Inteligencia Extraterrestre» en español). El proyecto está patrocinado por la Universidad de California en Berkeley.